# الحج في خور تنكر
الحج في خليج (نهر) تنكر هو كتاب سرد عام 1974 قصصي للمؤلف الأميركي آني ديلارد. وقال من وجهة نظر الشخص الأول للعرض، تفاصيل كتاب الاستكشافات والراوي المجهول، بالقرب من منزلها، والتأملات المختلفة على الطبيعة والحياة. عنوان يشير إلى نهر تنكر، الذي هو خارج رونوك في جبال بلو ريدج في ولاية فرجينيا. 

 ويسجل الكتاب أفكار الراوي عن العزلة، والكتابة، والدين، فضلا عن الملاحظات العلمية على النباتات والحيوانات التي تدرسها. تطرقت إلى موضوعات الإيمان، والطبيعة، والوعي، ويلاحظ الحج أيضا ل دراستها من ثيوديسيا والقسوة الكامنة في العالم الطبيعي. وقد وصف المؤلف بأنه «كتاب لاهوت»، وأنها ترفض تسمية الكاتب الطبيعة. وتعتبر ديلارد قصة «تسلسل قصصي المستدام واحد»، على الرغم من عدة فصول تم توزيعها بشكل منفصل في المجلات وغيرها من المطبوعات. 
نشرت الحج في خليج تنكر من قبل مجلة الصحافة هاربر بعد فترة وجيزة من كتاب ديلارد الأول، وبلغ حجم التداول  تذاكر بعنوان عجلة الصلاة . منذ نشره المبدئي، وقد أشادكتاب الحج من قبل النقاد. كما حصل على جائزة بوليتزر 1975 للعامة الغير واقعية، وفي عام 1998 تم إدراجه في قائمة المكتبة الحديثة  كأفضل 100 قصه من الكتب.

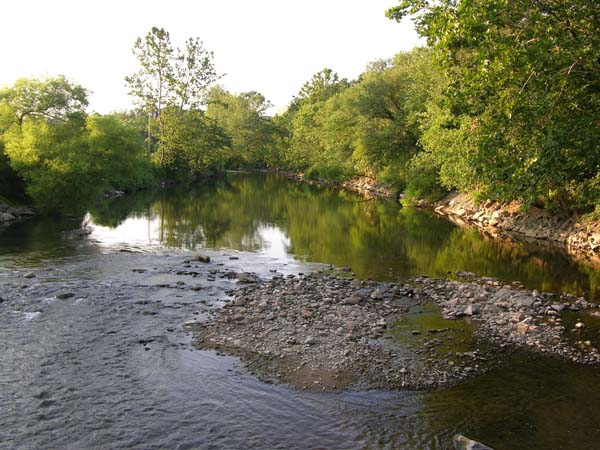
خور تنكر هو جزء من الجزء العلوي من نهر رونوك مستجمعات المياه، مثل هذه المياه الجارية من خلال واسينا ، رونوك بولاية فيرجينيا.

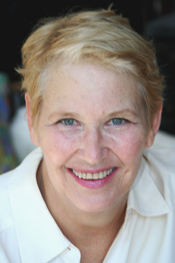
آني ديلارد ، صورة من قِبل فيليس روز

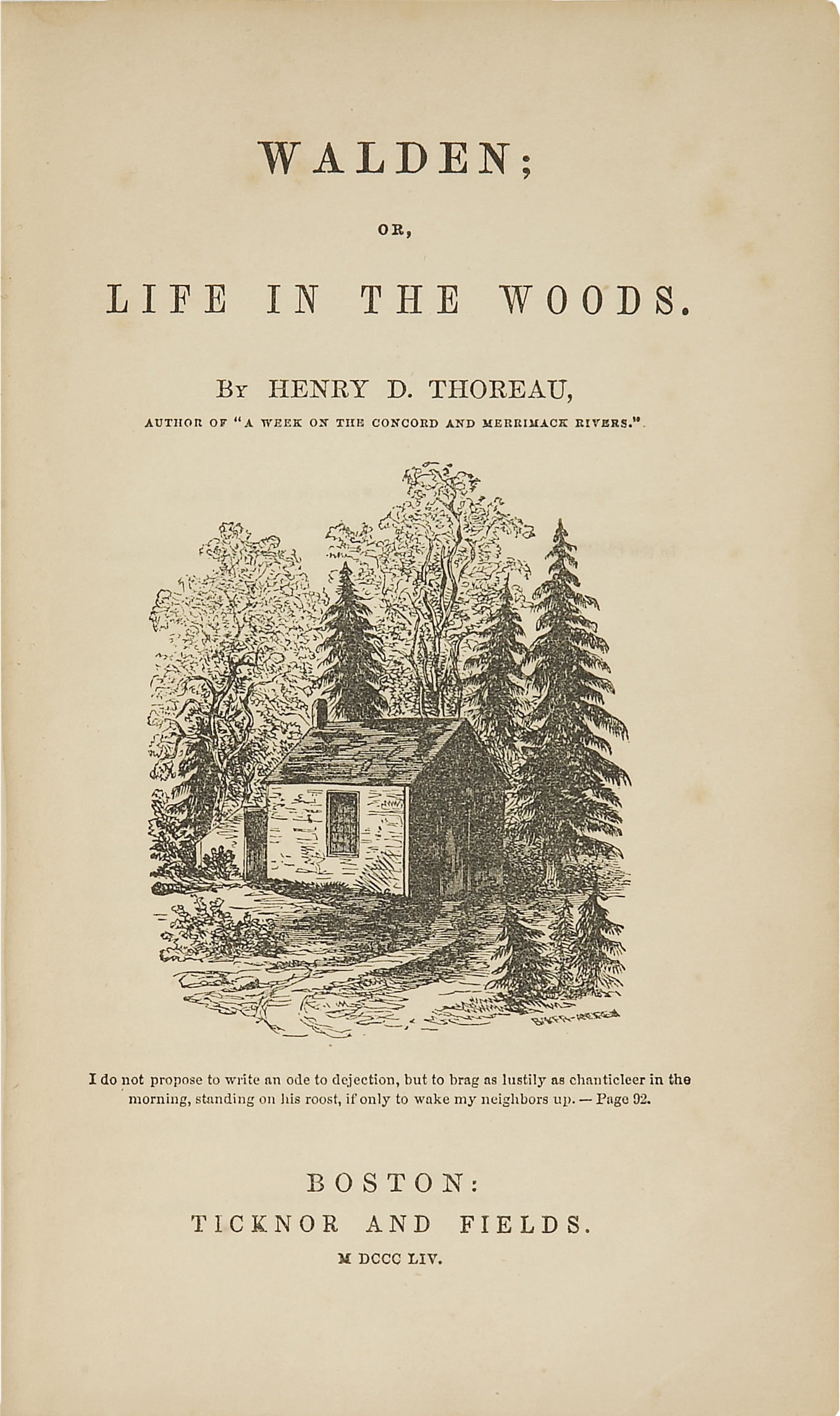
ديلارد غالبا ما بالمقارنة مع هنري ديفيد ثورو، الذي الف كتاب ألدن (1854) أوجه التشابه مع الحج في خور تنكر.

## روابط خارجية
- Pilgrim at Tinker Creek on Open Library at the Internet Archive
- Annie Dillard's Official Site